# Глюкагоноподібний пептид-1

GLP-1 і діабет

Глюкагоноподібний пептид-1 (ГПП-1, GLP-1 ) є пептидним гормоном довжиною 30 або 31 амінокислота, що утворюється внаслідок тканиноспецифічної посттрансляційної модифікації пептиду проглюкагону. Він виробляється та секретується кишковими ендокринними L-клітинами та певними нейронами в ядрі одинокого шляху в стовбурі мозку під час їди. Вихідний продукт GLP-1 (1–37) чутливий до амідування та протеолітичного розщеплення, що дає початок двом усіченим і еквіпотентним біологічно активним формам, аміду GLP-1 (7–36) та GLP-1 (7–37). Активна вторинна структура білка GLP-1 включає дві альфа-спіралі з амінокислотних позицій 13–20 і 24–35, розділених лінкерною ділянкою.
Разом із з глюкозозалежним інсулінотропним пептидом (GIP), GLP-1 є інкретином. Він має здатність знижувати рівень цукру в крові залежно від глюкози шляхом посилення секреції інсуліну. Окрім інсулінотропних ефектів, GLP-1 пов'язаний із численними регуляторними та захисними ефектами. На відміну від GIP, дія GLP-1 зберігається у хворих на цукровий діабет 2-го типу. Агоністи рецепторів глюкагоноподібного пептиду-1 допущені в якості ліків від діабету та ожиріння, починаючи з 2000-х років.
Ендогенний GLP-1 швидко руйнується головним чином дипептидилпептидазою-4 (DPP-4), нейтральною ендопептидазою 24.11 (NEP 24.11) та виводиться нирками, з періодом напіввиведення приблизно 2 хвилини. Отже, лише 10–15% GLP-1 досягає загального кровообігу в незмінному стані, що призводить до його рівнів у плазмі натще лише 0–15 пмоль/л. Щоб підвищити активність GLP-1, були розроблені агоністи рецепторів GLP-1 та інгібітори DPP-4. На відміну від звичайних засобів лікування, таких як інсулін і похідні сульфонілсечовини, лікування на основі GLP-1 пов'язане зі втратою ваги та має менший ризик гіпоглікемії.

## Експресія генів
Ген проглюкагону експресується в кількох органах, включаючи підшлункову залозу (альфа-клітини острівців Лангерганса), кишківник (кишкові ентероендокринні L-клітини) та мозок (каудальний стовбур мозку та гіпоталамус). Експресія гена проглюкагону у підшлунковій залозі посилюється під час голодування та виникнення гіпоглікемії та пригнічується інсуліном. І навпаки, експресія гена проглюкагону в кишечникові знижується під час голодування та стимулюється під час споживання їжі. У ссавців транскрипція призводить до утворення ідентичної мРНК у всіх трьох типах клітин, яка далі транслюється в попередник із 180 амінокислот під назвою проглюкагон. Однак у результаті специфічних для тканини механізмів посттрансляційної модифікації  в різних клітинах виробляються різні пептиди.  
У підшлунковій залозі (α-клітини острівців Лангерганса) проглюкагон розщеплюється конвертазою прогормону 2 (PC-2), утворюючи пов’язаний з гліцентином панкреатичний пептид (GRPP), глюкагон, проміжний пептид-1 (IP-1) і основний фрагмент проглюкагону (MPGF). 
У кишківникові та мозкові проглюкагон каталізується PC 1/3, утворюючи гліцентин, який у подальшому може бути перероблений до GRPP і оксинтомодуліну, GLP-1, проміжного пептиду-2 (IP-2) і глюкагоноподібного пептиду-2 (GLP-2). Спочатку вважалося, що GLP-1 відповідає проглюкагону (72–108), комплементарному до N-кінця MPGF, але експерименти з секвенуванням ендогенного GLP-1 виявили структуру, що відповідає проглюкагону (78–107), з якого було знайдено два відкриття. По-перше, було виявлено, що повнорозмірний GLP-1 (1–37) каталізується ендопептидазою до біологічно активного GLP-1 (7–37). По-друге, було виявлено, що гліцин, відповідний проглюкагону (108), служить субстратом для амідування С-кінцевого аргініну, що призводить до утворення настільки ж потужного аміду GLP-1 (7–36). У людини майже весь (>80%) секретований GLP-1 амідується, тоді як у інших видів значна частина залишається GLP-1 (7–37).  

## Секреція
GLP-1 пакується у секреторні гранули та секретується в портальну систему печінки кишковими L-клітинами, розташованими головним чином у дистальному відділі клубової та товстої кишок, а також у порожній та дванадцятипалій кишці. L-клітини - це трикутні епітеліальні клітини відкритого типу, які безпосередньо контактують з просвітом і нервово-судинною тканиною і, відповідно, стимулюються різними поживними, нервовими та ендокринними факторами. 
GLP-1 вивільняється за двофазною схемою з ранньою фазою через 10–15 хвилин, а потім довшою другою фазою через 30–60 хвилин після їди. Оскільки більшість L-клітин розташовані в дистальному відділі клубової та товстої кишок, рання фаза, ймовірно, пояснюється нейронними сигналами, кишковими пептидами або нейромедіаторами. Інші дані свідчать про те, що L-клітин, розташованих у проксимальному відділі тонкої кишки, достатньо для пояснення ранньої фази секреції через прямий контакт із поживними речовинами у просвіті кишки. Менш суперечливим є те, що друга фаза, ймовірно, викликана прямою стимуляцією L-клітин перетравленими поживними речовинами. Тому швидкість спорожнення шлунка є важливим аспектом, оскільки вона регулює надходження поживних речовин у тонкий кишечник, де відбувається пряма стимуляція L-клітин. Однією з дій GLP-1 є пригнічення спорожнення шлунка, що уповільнює його власну секрецію (негативний зворотний зв’язок) після їди.  
Концентрація біологічно активного GLP-1 у плазмі натще становить від 0 до 15 пмоль/л у людей і збільшуються в 2-3 рази під час їди залежно від кількості їжі та складу поживних речовин. Також було показано, що окремі поживні речовини, такі як жирні кислоти, незамінні амінокислоти та харчові волокна, стимулюють секрецію GLP-1.
Цукри пов’язані з різними сигнальними шляхами, які викликаютьдеполяризацію мембрани L-клітин, викликають зростання концентрації цитозольного кальцію, що, у свою чергу, індукує секрецію GLP-1. Жирні кислоти стимулюють мобілізаціювнутрішньоклітинних запасів кальцію і подальше вивільнення його в цитозоль. Механізми секреції GLP-1, ініційованої білками, менш зрозумілі, але пропорція та склад амінокислот є важливими для цього ефекту. 

## Деградація
GLP-1 надзвичайно чутливий до ферментудипептидилпептидази-4 (DPP-4). Він розщеплює пептидний зв’язок між Ala8-Glu9, що призводить до появи великої кількості аміду GLP-1 (9–36), що становить 60–80% від загального GLP-1 у загальному кровообігу. DPP-4 широко експресується в багатьох тканинах і типах клітин й існує як у формі пов'язаній з мембранами, так і в розчинній циркулюючій формі. Слід зазначити, що DPP-4 експресується на поверхні ендотеліальних клітин, включаючи ті, які розташовані безпосередньо поруч із ділянками секреції GLP-1. Отже, за оцінками, менше 25% секретованого GLP-1 залишає кишківник у незміненому стані. Крім того, імовірно через високу концентрацію DPP-4, виявлену в гепатоцитах, 40–50% залишкового активного GLP-1 розкладається в печінці. Таким чином, завдяки активності DPP-4 лише 10–15% секретованого GLP-1 досягає кровообігу в незмінному стані. 
Нейтральна ендопептидаза 24.11 (NEP 24.11) — це пов'язана із мембранами цинкова металопептидаза, яка широко експресується в тканинах, але виявляється в особливо високих концентраціях у нирках, що також сприяє за швидкій деградації GLP-1. Вона переважно розщеплює пептиди на N-кінцевій стороні ароматичних або гідрофобних амінокислот і, за оцінками, сприяє до 50% розпаду GLP-1. Однак ця активність стає очевидною лише після блокування дії DPP-4, оскільки більшість GLP-1, що досягає нирок, уже оброблена DPP-4. Нирковий кліренс є більш значущим для елімінації вже інактивованого GLP-1. 
Період напіврозпаду активного GLP-1 становить приблизно 2 хвилини, однак цього часу достатньо для активації рецепторів GLP-1.

## Фізіологічні функції

Функції GLP-1

GLP-1 має декілька фізіологічних властивостей, що робить його (та його функціональні аналоги) предметом інтенсивних досліджень як потенційного засобу лікування цукрового діабету, оскільки ці дії викликають довгострокові покращення разом із негайними ефектами.     Хоча раніше вважали, що зниження секреції GLP-1 асоціювалося з ослабленим ефектом інкретинів у пацієнтів із діабетом 2 типу, подальші дослідження показали, що секреція GLP-1 у пацієнтів із діабетом 2 типу не відрізняється від секреції у здорових суб’єктів. 
Найбільш помітним ефектом GLP-1 є його здатність сприяти цукрозалежної секреції інсуліну. Оскільки GLP-1 зв’язується з рецепторами GLP-1, експресованими на β-клітинах підшлункової залози, які з’єднуються з субодиницями G-білка та активують аденілатциклазу, що збільшує виробництво цАМФ з АТФ.  Згодом активація вторинних шляхів, включаючи протеїнкіназу A (PKA) і Epac2, змінює активність клітинних іонних каналів, спричиняючи підвищені рівні цитозольного кальцію, що посилює екзоцитоз інсулінвмісних гранул. Під час цього процесу надходження глюкози забезпечує достатню кількість АТФ для підтримки стимулюючого ефекту. 
Крім того, GLP-1 забезпечує поповнення запасів інсуліну в β-клітинах, що запобігає виснаженню під час секреції, сприяючи транскрипції гена інсуліну, стабільності мРНК і біосинтезу.   GLP-1 також збільшує  масу β-клітин, сприяючи проліферації, одночасно пригнічуючи апоптоз. Оскільки діабет як 1-го, так і 2-го типу пов’язаний зі зниженням функціональних β-клітин, цей ефект є бажаним при лікуванні діабету.  Додатковим важливим ефектом GLP-1 є пригнічення секреції глюкагону при рівнях глюкози вище рівня натще. Критично що, це не впливає на відповідь глюкагону на гіпоглікемію, оскільки цей ефект також залежить від глюкози. Імовірно, гальмівний ефект опосередковується опосередковано через секрецію соматостатину, але не можна повністю виключати прямий ефект.  
У мозку активація рецептора GLP-1 була пов’язана з нейротрофічними ефектами, включаючи нейрогенез  , і нейропротекторними ефектами, включаючи зниження некротичної  і апоптотичної   сигналізації, загибель клітин   і дисфункції.  У хворому мозку лікування агоністами рецепторів GLP-1 пов’язане із захистом від ряду експериментальних моделей захворювань, таких як хвороба Паркінсона,   хвороба Альцгеймера,   інсульт,  черепно-мозкова травма   і розсіяний склероз.  Згідно з експресією рецептора GLP-1 у стовбурі мозку та гіпоталамусі, було показано, що GLP-1 сприяє насиченню і, таким чином, зменшує споживання їжі та води. Отже, пацієнти з цукровим діабетом, які лікуються агоністами рецептора GLP-1, часто втрачають вагу на відміну від збільшення ваги, яке зазвичай викликається іншими лікувальними агентами.  
У шлунку GLP-1 пригнічує спорожнення, секрецію кислоти та моторику, що разом знижує апетит. Уповільнюючи спорожнення шлунка, GLP-1 зменшує постпрандіальні коливання рівня глюкози, що є ще однією привабливою властивістю у лікуванні діабету. Однак ця реакція шлунково-кишкового тракту також є причиною виникнення нудоти. 
GLP-1 також демонструє захисні і регуляторні ефекти у багатьох інших тканинах, включаючи серце, язик, жирову тканину, м’язи, кістки, нирки, печінку та легені.

## Історія дослідження
На початку 1980-х років Річард Гудман і П. Кей Лунд були дослідниками, які працювали в лабораторії Джоела Хабенера в Массачусетській клініці.  Починаючи з 1979 року, Гудмен зібрав ДНК з клітин острівців американської риби-вудильника і вставив її у бактерії, щоб знайти ген соматостатину. Потім Лунд використав бактерію Гудмана для ідентифікації гена глюкагону.  У 1982 році вони опублікували своє відкриття про те, що ген проглюкагону насправді кодує три пептиди: глюкагон і два нових пептиди.  Пізніше ці два нові пептиди були виділені, ідентифіковані та досліджені іншими дослідниками, і тепер вони відомі як глюкагоноподібний пептид-1 і глюкагоноподібний пептид-2. 
У 1980-х роках Svetlana Mojsov працювала над ідентифікацією GLP-1 в Масачусетській клініці, де вона була керівником підрозділу синтезу пептидів. Щоб спробувати визначити, чи є специфічний фрагмент GLP-q інкретином, Mojsov створила інкретин-антитіло та розробила способи відстеження його присутності. Вона визначила, що ділянка з 31 амінокислоти в GLP-1 дійсно є інкретином.   Mojsov і її співробітники Деніел Дж. Друкер і Хабенер показали, що невеликі кількості синтезованого в лабораторії GLP-1 можуть викликати викид інсуліну.   
Mojsov довелося боротися з клінікою за те, щоб її ім'я було включено до переліку авторів патентів. В результаті вона отримала свою третину патентних виплат.
Відкриття GLP-1 з надзвичайно коротким періодом напіврозпаду означало, що з нього неможливо було розробити ліки.   Це призвело до розробки інших терапевтичних варіантів, таких як націлювання на рецептор GLP-1, що і призвело до появи його агоністів.  